# Mystacella solita
Mystacella solita là một loài ruồi trong họ Tachinidae.